# Florence Wyle

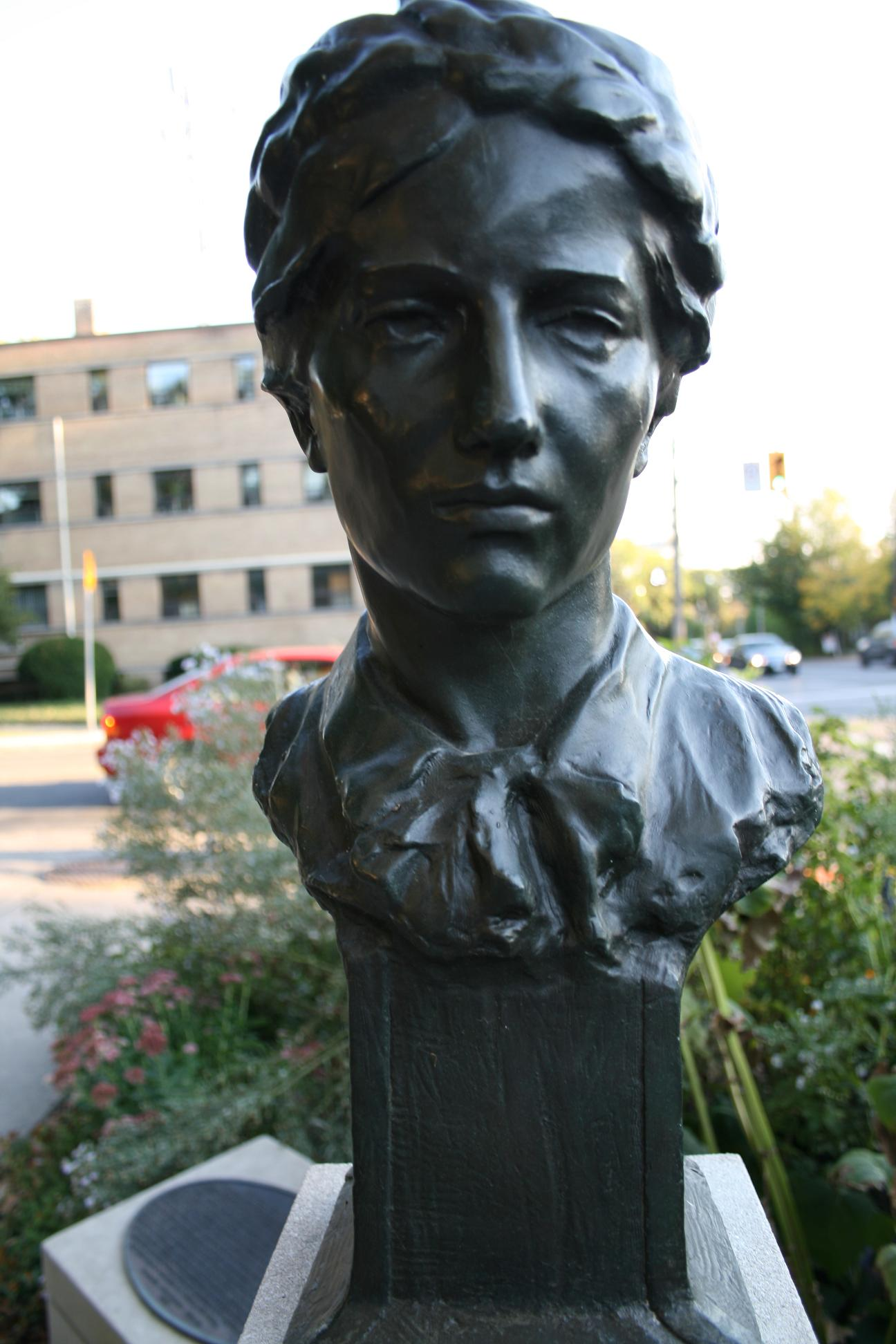
Büste Florence Wyle von Loring

 Florence Wyle (* 14. November 1881 in Trenton, Illinois, USA; † 14. Januar 1968 in Newmarket (Ontario), Kanada) war eine amerikanisch-kanadische Bildhauerin, Designerin und Dichterin. Sie gehörte mit Frances Loring zu den Gründungsmitgliedern der Sculptors’ Society of Canada. Sie war die erste Bildhauerin, der 1938 die Vollmitgliedschaft in der Royal Canadian Academy of Art zuerkannt wurde.

## Leben und Werk

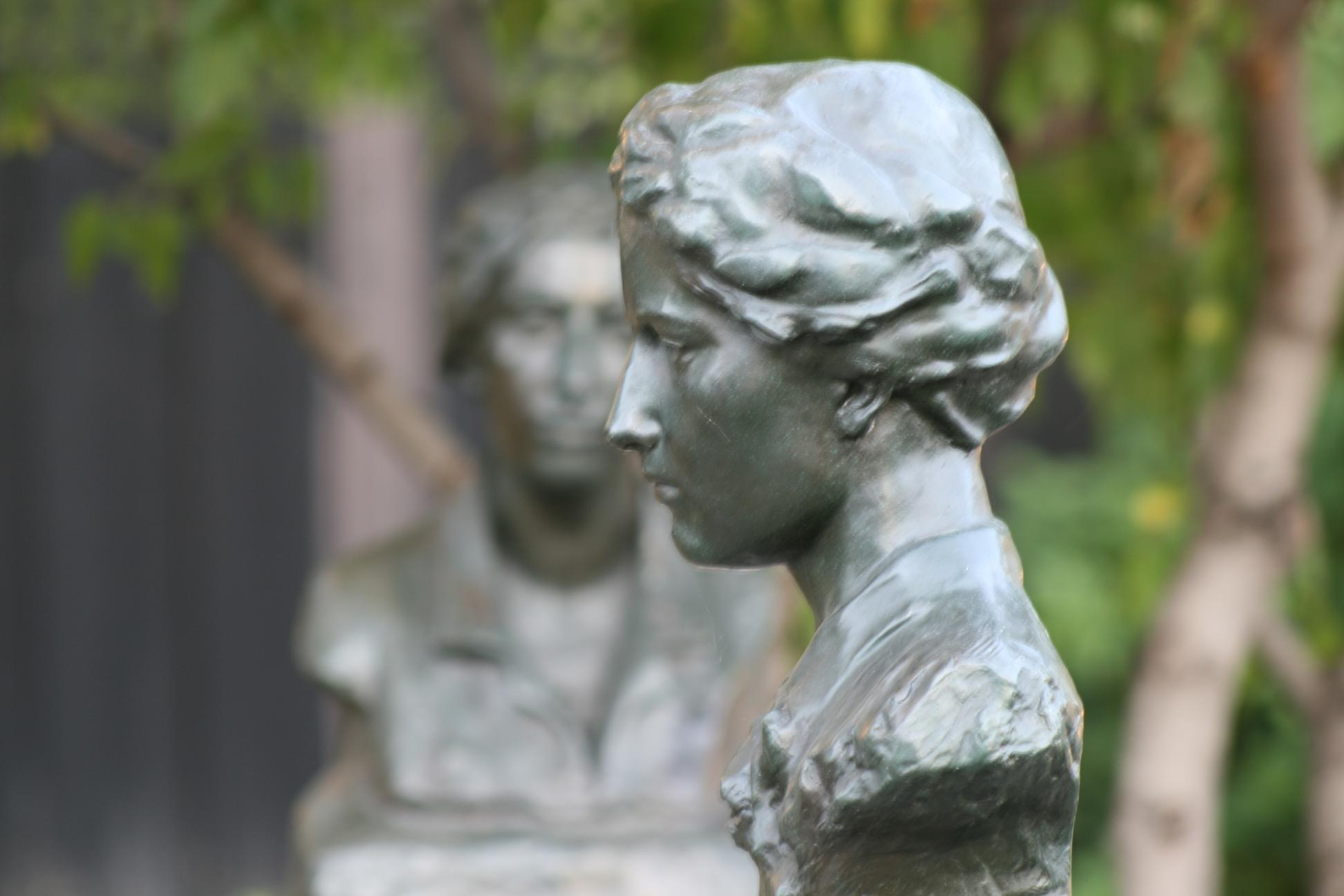
Büste Frances Loring von Wyle, 1914

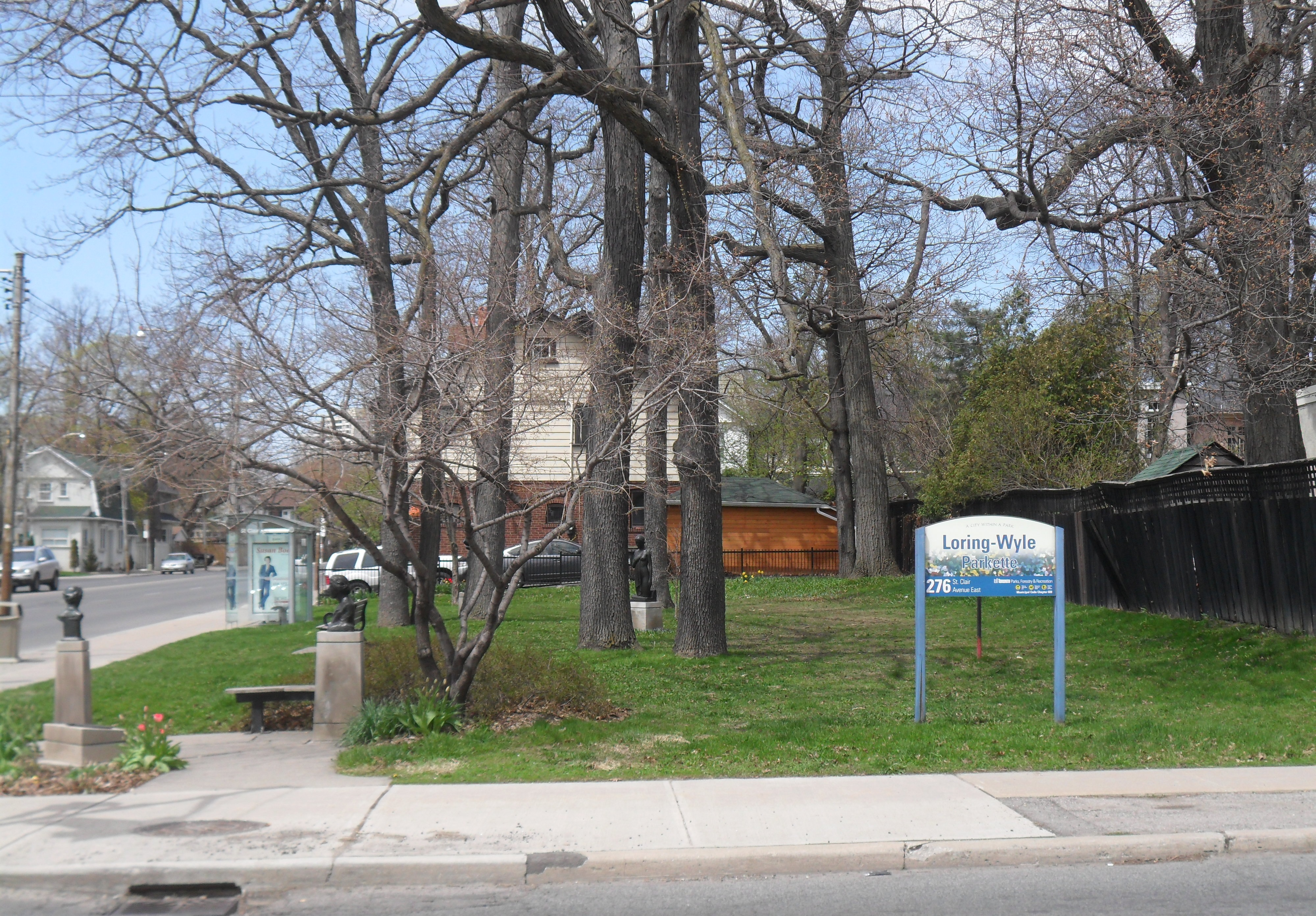
Loring-Wyle-Parkette, 2014

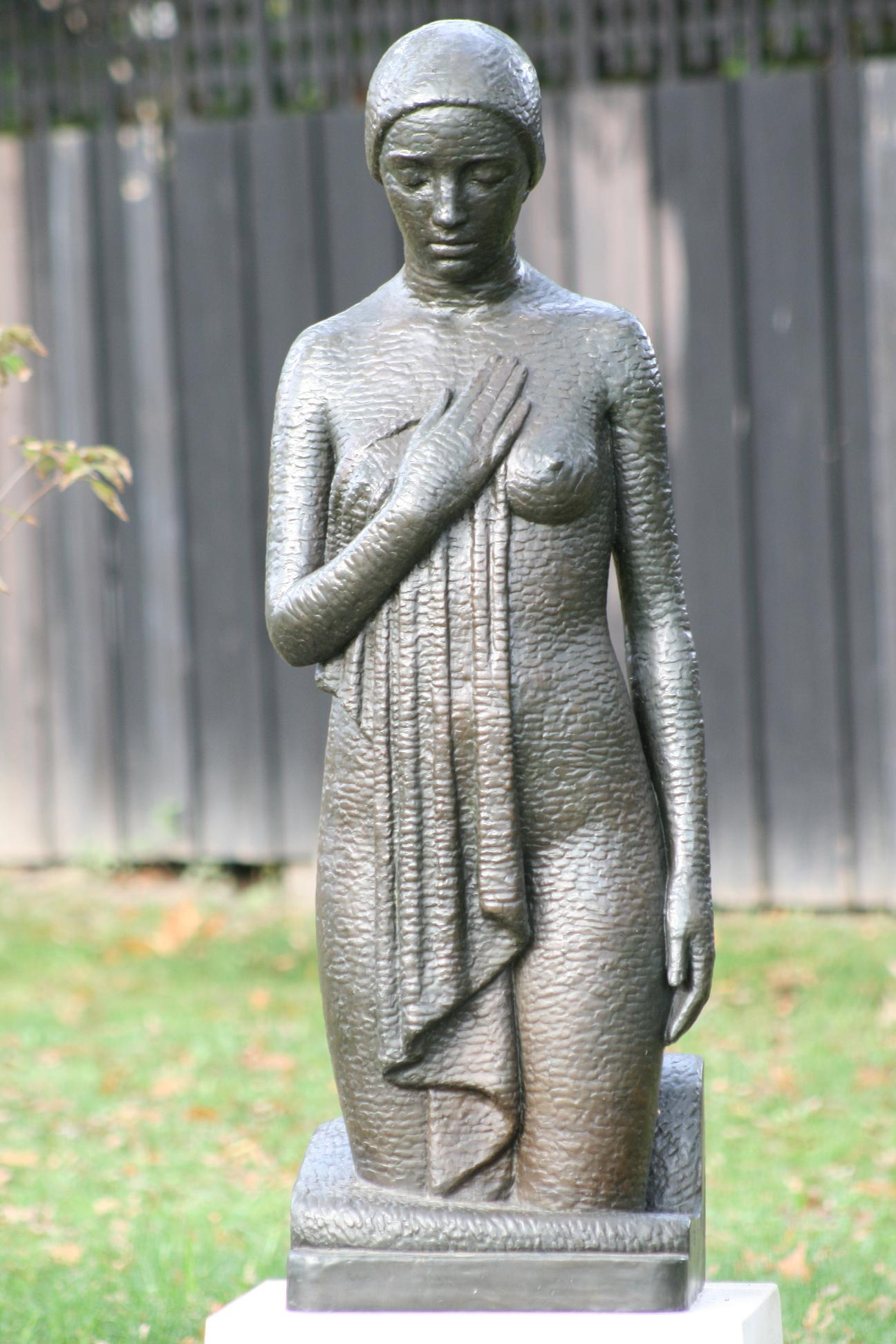
Junges Mädchen von Florence Wyle, 1938

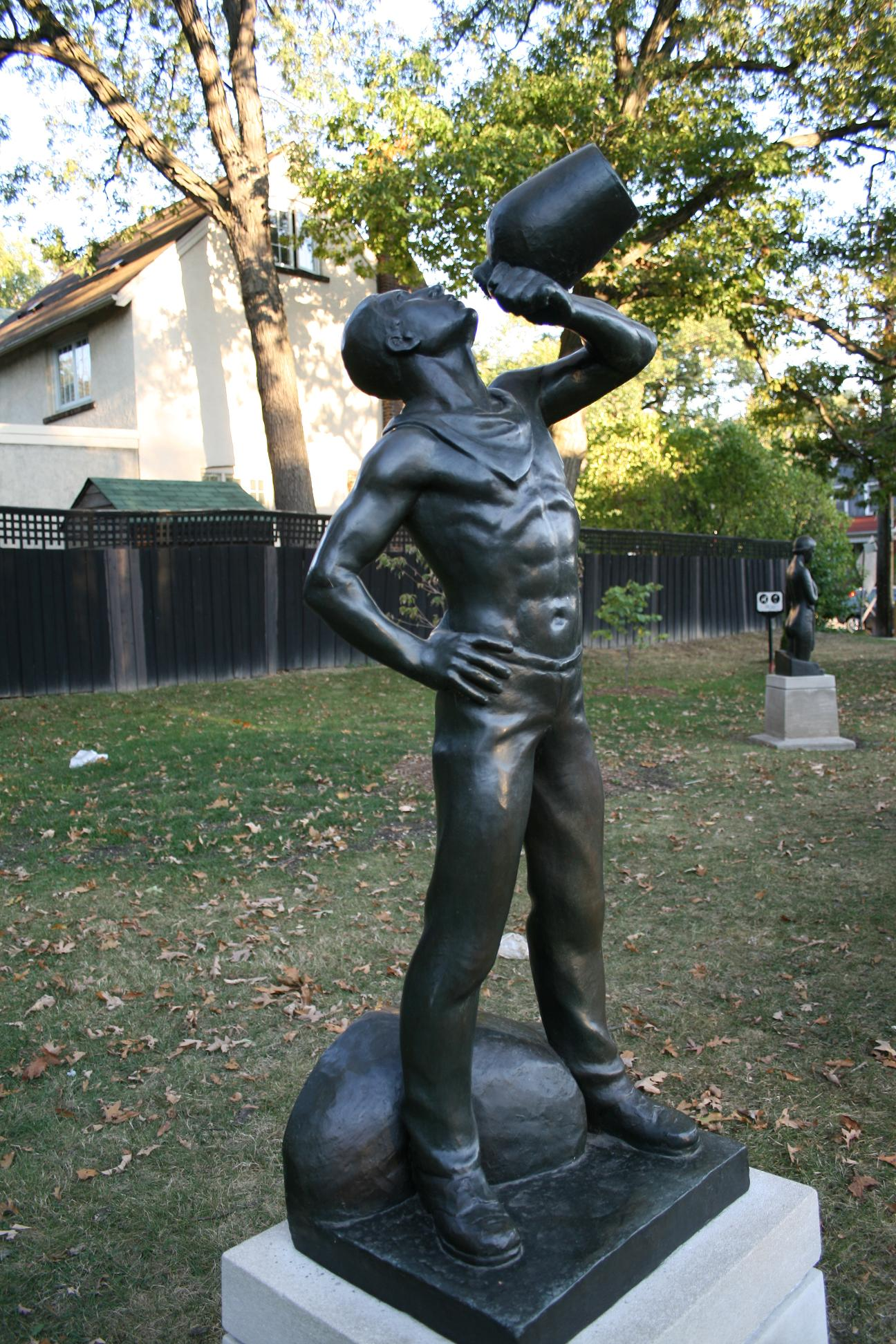
Harvester, 1940

Wyle studierte 1900 zunächst Medizin an der University of Illinois und wechselte 1903 an die School of the Art Institute of Chicago. Sie studierte dort Modellierung und skulpturale Gestaltung und lernte ihre lebenslange Freundin und künstlerische Weggefährtin Frances Loring kennen.
Wyle und Loring zogen 1909 in das New Yorker Greenwich Village und 1913 nach Toronto, wo sie eine alte Kirche kauften und diese in ein Atelier umbauten. Dieser Ort war ihr Zuhause und wurde auch ein Treffpunkt für Torontos künstlerische Gemeinschaft und das Hauptquartier der Sculptors’ Society of Canada, die sie 1928 mit Alfred Laliberté, Elizabeth Wyn Wood, Emanuel Hahn und Henri Hébert gründeten.
Loring und Wyle werden oft gemeinsam porträtiert, da ihre persönliche und berufliche Beziehung mehr als fünf Jahrzehnte umfasste. Sie bewarben sich um die gleichen Aufträge und arbeiteten zeitweise an denselben Projekten. So wurden sie beispielsweise beide während des Ersten Weltkriegs vom Canadian War Memorials Fund beauftragt, die Kriegsaktivitäten in Kanada darzustellen. In den 1930er und 1940er Jahren wurde ihre Arbeit vielfach gewürdigt, es fanden regelmäßig Ausstellungen statt und beide Frauen nahmen aktiv in vielen Verbänden und Gremien teil. In den 1950er Jahren arbeitete eine neue Generation von Bildhauern in einer im Surrealismus verwurzelten Tradition und Wyle und Loring erhielten weniger Aufträge und ihre Popularität nahm ab. 1962 organisierte die London Public Library and Art Museum eine retrospektive Wanderausstellung mit Wyle und Loring.
Wyle arbeitete bevorzugt in Bronze, entwickelte aber später eine Affinität zum Holz. Von 1918 bis 1919 schuf sie eine Reihe von Bronzeskulpturen, von denen die meisten Frauen bei der Arbeit darstellten. In Kanada freundete Wyle sich mit Mitgliedern der Group of Seven an und modellierte Büsten von deren Mitgliedern A. Y. Jackson und Frederick Varley.
Wyle starb 1968 in Toronto, drei Wochen vor Lorings Tod. Jede hatte in ihrem Testament eine Klausel, wonach der Erlös aus dem Verkauf ihrer Werke einem Fonds zugeführt wurde, der zum Ankauf von Arbeiten junger Bildhauer eingerichtet wurde.
1984 wurde auf Antrag der Moore Park Residents’ Association zur Erinnerung an Wyle und Loring die Loring-Wyle Parkette gegründet, die sich in der Nähe des ehemaligen Künstlerateliers in Toronto befindet. Die Parkette enthält Büsten beider Frauen, die jeweils von der anderen modelliert wurden. Darüber hinaus stehen dort zwei Skulpturen von Wyle: Young Girl (1938) und Harvester (1940).

## Skulpturen (Auswahl)
- 1914: Porträtbüste von Frances Loring
- 1926: St. Stephen Kriegerdenkmal
- 1931: Studie eines Mädchens
- 1938: Junges Mädchen
- Madonna mit Kind

## Ehrungen
Die kanadische Bundesregierung ehrte Wyle am 19. Juli 2011 für ihr Schaffen und erklärte sie zu einer „Person von nationaler historischer Bedeutung“.
- 1953: Coronation Medal, die ihr von Königin Elizabeth II. zu Ehren ihrer Krönung verliehen wurde[7]
- 2000: Ernennung zur Honorary Academician, Canadian Portrait Academy

## Mitgliedschaften
- 1920: Ontario Society of Artists, (außer von 1933 bis 1948)
- 1933: Sculptors’ Society of Canada
- 1920: Royal Canadian Academy of Arts
- 1938: Full Member der Royal Canadian Academy of Arts[8]
- Canadian Guild of Potters

## Veröffentlichungen (Auswahl)
- Poems. Toronto: Ryerson Press, 1959.
- The Shadow of the Year: Poems. Toronto: Aliquando Press, 1976.
- An Inspiring Memorial That is Needed at Home: Letter. Mail and Empire (Toronto), 2. April 1925.
- Art and its Judges: Letter. Mail and Empire, Toronto, 21. März 1928.